# Afonso Mendes
Compléments
Comme patriarche envoyé par le Saint-Siège il tenta de latiniser l'Église copte éthiopienne
Afonso Mendes, né le 18 août 1579 à Santo Aleixo (Portugal) et mort le 29 juin 1656 à Goa (Inde), est un prêtre jésuite et théologien portugais. Nommé patriarche latin d’Éthiopie en 1622, il est exilé à Goa où il meurt en 1656.

## Biographie

### Au Portugal
Mendes fait ses études à Coimbra avant d’entrer dans la Compagnie de Jésus le 2 février 1593 : il fait son noviciat à Coimbra. Son initiation spirituelle terminée, il suit le cours de rhétorique et de philosophie et enseigne durant plusieurs années les lettres. Il donne le cours de théologie et est ordonné prêtre en septembre 1605, toujours à Coimbra. Mendes enseigne alors l’Écriture Sainte durant sept ans. Toute sa formation s’est faite à Coimbra où il prononce également ses derniers vœux le 11 mars 1612.
Transféré à Évora il y poursuit son enseignement d’Écriture Sainte à l’université et y acquiert un doctorat en théologie (1618). En 1621, lors de la visite du roi Philippe III (du Portugal), Mendes prononce un discours qui est si prisé par le roi que, l’année suivante, ce dernier le nomme patriarche d’Éthiopie. C’est Mendes lui-même qui, le 1er mai 1622, en informe le pape Urbain VIII tout en lui demandant deux évêques auxiliaires : ce seront Diogo Seco et João da Rocha. Afonso Mendes et Diogo Seco sont consacrés évêque à Lisbonne le 12 mars 1623. 

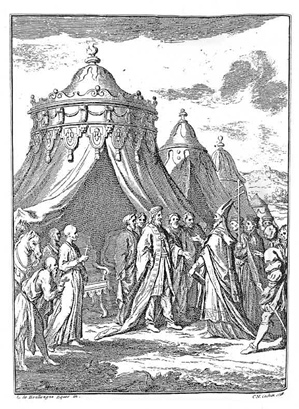
L'empereur Susneyos reçoit le patriarche Mendes (illustration fantaisiste de 1713)

### Patriarche en Éthiopie
Mendes embarque à Lisbonne fin mars 1623 et arrive à Goa le 28 mai 1624.  Son auxiliaire Diogo Seco meurt en mer, le 4 juillet 1623, une épidémie de peste s’étant déclarée dans son navire. Le 1er avril 1625 il quitte Diu et débarquant à Beylul (aujourd'hui en Érythrée), il traverse la Somalie – une région qu’il est le premier européen à découvrir -  pour arriver à Frémone le 24 juin. Il est peu après reçu en grande pompe à la cour de l’empereur Susneyos qui, peu auparavant (en 1622), sous l’influence du père Pedro Páez s’était publiquement converti au catholicisme. 
Profitant de ce que Susneyos souhaitait utiliser le catholicisme pour moderniser son royaume et contrevenant aux instructions données par saint Ignace aux missionnaires jésuites d’Éthiopie, Mendes se lance dans une latinisation effrénée prenant des dispositions qui allaient à l'encontre des coutumes religieuses anciennes et vénérées du peuple copte éthiopien. Les clercs doivent être ‘réordonnés’ prêtres, les églises reconsacrées et les fidèles rebaptisés. Les jeûnes, les pratiques et festivités religieuses doivent se conformer au calendrier liturgique romain.
Instigués par les moines et la hiérarchie copte, des troubles éclatent et aboutissent à un soulèvement populaire réprimé dans le sang. Pour rétablir la paix l’empereur Susneyos donne au peuple en juin 1632, la liberté de choisir leur religion. Il meurt peu après, le 17 septembre 1632, renouvelant sa profession de fidélité à l’Église de Rome.
Dès l’arrivée au pouvoir, le fils et successeur de Susneyos, Fasiladas bannit les Jésuites de la cour et les exile à Frémone. De là Mendes écrit plusieurs lettres à l’empereur pour défendre la présence des Jésuites en Éthiopie, mais en vain. 
Mendes et les quelques missionnaires restant à Frémone sont expulsés du pays et remis entre les mains des Turcs. Ils passent une année de captivité à Suakin. Rentré à Goa en 1635, Mendes en fait sa résidence et y reste très actif durant une vingtaine d’années, continuant à intriguer pour obtenir une intervention armée portugaise en Éthiopie, mais sans succès.  
Homme de grande érudition mais perçu par ses confrères jésuites comme arrogant et imperméable aux conseils qu’on lui donne Mgr Afonso Mendes meurt à Goa le 29 juin 1656. 

## Écrits
- Expeditionis Aethiopicae, édité par Camillo Beccari, 15 vols.
- Plusieurs lettres et rapports (en latin) furent publiés dans Rerum Aethiopicarum Scriptores Occidentales Inediti a Saeculo XVI Ad XIX. Rome, C. de Luigi, 1908.